# 시애라 브라보
시에라 브라보(Ciara Bravo, 영어 발음: /siˈɛərə/, 1997년 3월 18일 ~ )는 미국의 배우이다. 《빅 타임 러쉬》(2009-13)의 케이티 나이트 역으로 잘 알려져 있다.

## 출연 작품

### 텔레비전
- 특수요원 오소 (2009) - 애니메이션
- 빅 타임 러쉬 (2009-13) - 케이티 나이트 역
- Red Band Society (2014-15)
- Second Chance (2016)

### 영화
- 부그와 엘리엇 3 (2010) - 애니메이션
- 아이스 에이지: 매머드 크리스마스 (2011) - 애니메이션
  - 아이스 에이지 4: 대륙 이동설 (2012)
- 빅 타임 무비 (2012, Big Time Movie)
- 스윈들 (2013, Swindle)
- Jinxed (2013)
- 나쁜 이웃들 2 (2016)
- 투 더 본 (2017)
- The Long Dumb Road (2018)
- 체리 (2020)